# Mašťov
Mašťov (deutsch Maschau) ist eine Stadt im Okres Chomutov in Tschechien.

## Geographische Lage
Die Stadt liegt in Westböhmen in einem seichten Tal am Fuße des Berges Marktbusch, südlich von Kadaň (Kaaden an der Eger).

## Geschichte

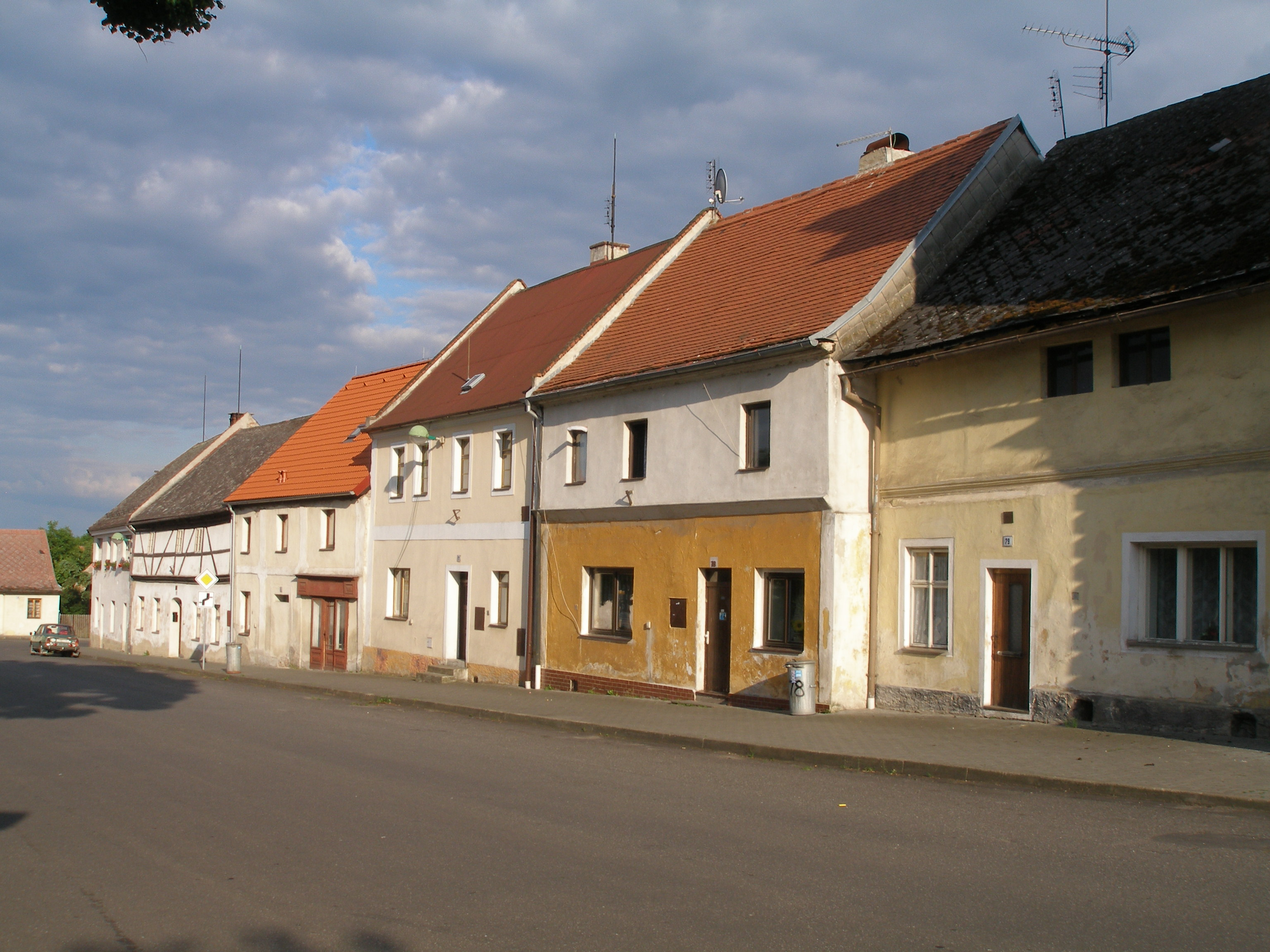
Marktplatz

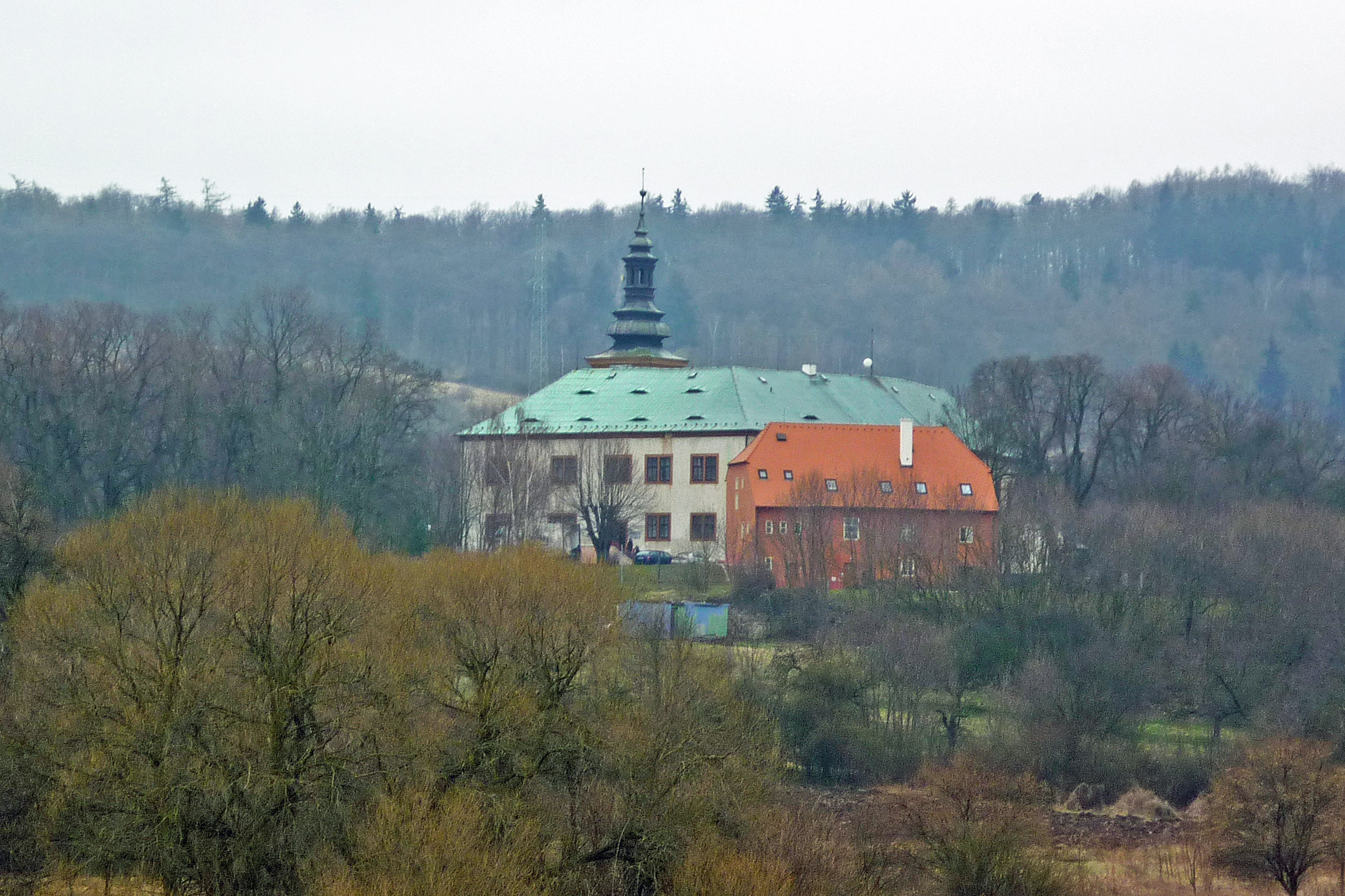
Schloss Maschau

Die erste Erwähnung geht zurück in das 12. Jahrhundert. 1191 berief Johann Milgost oder Milhost, Herr auf Maschau, einige Zisterzienser-Mönche aus dem Kloster Waldsassen nach Maschau und stiftete ihnen Ländereien zur Gründung eines Klosters. Die Gruppe der Mönche, geführt von Ruthardt, kam 1192 an. Dem erbauten Kloster wurden am 20. Juni 1192 15 böhmische Dörfer, 2 Höfe und Einnahmen aus dem Markt geschenkt. Nach dauernden Streitigkeiten mit den Nachbarn und Eigentumsauseinandersetzungen mit dem Geschlecht Milhost verließen die Mönche im Jahr 1196 Maschau. Sie folgten dem Ruf des böhmischen Fürsten Slauko der Große und zogen ins Ossegg um. Verärgert nahm Johann Milgost die Schenkung zurück.
Bis zur zweiten Hälfte des 13. Jahrhunderts herrschten die Herren von Maschau, die nördlich von der Stadt eine Burg erbauten. Das Dorf entwickelte sich 1391, als die Herren von Dauba kamen. Sie waren am Hof des römisch-deutschen Königs Wenzel IV. eingeführt. 1408 wurde die Herrschaft den Herren von Hertenberg verkauft. Das Dorf war damals eines der reichsten des Saazer Kreises. 1421 schlug sich Habart von Hertenberg auf die Seite der Hussiten. Das Dorf wurde nach Niederschlagung der Bewegung Ziel der Kreuzzüge. Zwar versuchten die Herren Frieden zu schließen, aber nach der Aufgabe kam es zu einem Massaker. Mehr als 84 Burgbewohner wurden totgeschlagen oder verbrannt. 1427 wurde das Dorf ein weiteres Mal durch die Kreuzzüge in den Krieg hineingezogen.
Nach den Herren von Hertenberg übernahmen Gegner der Hussiten die Macht. 80 Jahre gehörte Maschau dem Geschlecht der Kolowrat. 1530 wurde das Dorf an die Herren von Lobkowicz verkauft. In dieser Zeit erhielt der Ort die Rechte einer Stadt. Es wurde überwiegend tschechisch gesprochen. In den Jahren nach 1569 erhielt die Stadt ein Rathaus und die Burg wurde zu einem Schloss umgebaut, später kam eine lateinische Schule hinzu. Es folgten als Besitzer Prokop Dvořečký von Olbramowitz und die von Stampach. Nach der Schlacht am Weißen Berg zog sich der Besitzer der Herrschaft, Johann Heinrich von Stampach, die besondere Ungnade der Sieger zu, weil er 1619 König Friedrich I. auf Schloss Maschau beherbergt hatte. 1622 wurde sein gesamter Besitz konfisziert und im Jahr darauf an den kaiserlichen General Wilhelm Verdugo di Fauleria verkauft, der Maschau mit der Herrschaft Duppau und dem Gut Neprowitz vereinigte. Im Dreißigjährigen Krieg waren fast alle Armeen im Dorf stationiert. Nach den Schlesiern, die die Cholera einschleppten, folgten Sachsen und Schweden. Jede Armee hinterließ verbrannte Erde und die Bevölkerung verließ die Gegend. 1662 erwarb Hans Franz von der Goltz die Herrschaft von Joachim Verdugo und herrschte mit harter Hand. 1682 kam es zum Aufstand. Er wurde niedergeschlagen und die Führer wurden gehängt und gevierteilt. Die Goltz herrschten noch 130 Jahre. Das Renaissanceschloss wurde zu einem Barockschloss umgebaut. 1713 brach wieder die Cholera aus und 1719 fiel der größte Teil des Ortes den Flammen zum Opfer. Übrig blieben 15 Gebäude. Hinzu kamen Strafzölle an durchziehende Armeen des Kaisers und der Preußen. Dem letzten Goltz, der sich erschoss, ohne Nachkommen zu hinterlassen, folgte 1792 Vojtěch Mladota von Solopisk.
Auch von den Napoleonzügen blieb der Ort nicht verschont. 1813 ließen sich hier 30.000 österreichische Soldaten nieder. Nach dem Kauf des Ortes durch Gabriele von Dietrichstein, die das Schloss zu ihrem Sitz machte, zog ab 1827 auch in Maschau, das bisher landwirtschaftlich geprägt war, die Industrie ein. Bergwerke wurden eröffnet und ein Berggericht hatte hier seinen Sitz. 1845 kaufte Eugen Karl Czernin von und zu Chudenitz die Herrschaft. Im Jahr 1900 hatte Maschau 1.170 Einwohner. Davon waren 1.158 deutsch- und 11 tschechischsprachig. Die Stadt hatte zudem eine seit dem Mittelalter bestehende jüdische Gemeinde, welche um 1900 noch aus 97 Mitgliedern bestand.
Nach dem Münchner Abkommen erfolgte 1938 die Angliederung der Stadt Maschau an das Deutsche Reich als Teil des Landkreises Podersam, Regierungsbezirk Eger, im Reichsgau Sudetenland.
Bis 1945 besaßen die Czernin von und zu Chudenitz die Güter. Mit der Vertreibung der deutschen Bevölkerung verlor der Ort auch seine Stadtrechte, welche Mašťov erst am 23. Oktober 2007 zurück erlangte.

### Demographie
| Jahr | Einwohner | Anmerkungen                                       |
| ---- | --------- | ------------------------------------------------- |
| 1785 | 0 k. A.   | 120 Häuser                                        |
| 1830 | 0831      | in 158 Häusern                                    |
| 1843 | 1359      | in 123 Häusern, darunter einige jüdische Familien |
| 1869 | 1397      |                                                   |
| 1880 | 1408      |                                                   |
| 1690 | 1353      |                                                   |
| 1900 | 1170      | davon 1.158 Deutsche und elf Tschechen            |
| 1910 | 1084      |                                                   |
| 1921 | 1057      | davon 1019 deutsche Einwohner                     |
| 1930 | 1018      | [ 8 ]                                             |
| 1939 | 0906      | [ 8 ]                                             |

| Jahr      | 1950 | 1961 | 1970 | 1980 | 1991 | 2001 | 2011 |
| Einwohner | 462  | 449  | 557  | 551  | 683  | 672  | 590  |

## Stadtgliederung
Die Stadt Mašťov besteht aus den Ortsteilen Dobřenec (Dobrenz), Konice (Kunitz) und Mašťov (Maschau), die zugleich auch Katastralbezirke bilden. Zu Mašťov gehört außerdem die Wüstung Emanuelův Dvůr (Emanuelshof).

## Sehenswürdigkeiten
- Schloss Mašťov
- Kirche Mariä Himmelfahrt
- Kirche St. Barbara
- Pfarrhaus
- Statue des hl. Adalbert
- Statue des hl. Florian
- Grabkapelle von Vojtěch Mladota von Solopisk

## Persönlichkeiten
- Jakob Eberle (1718–1783), Bildhauer, auch wegen seiner italienischen Ausbildung „Il Romano“ genannt
- Erasmus Dionys Krieger (1738–1792), Weihbischof in Prag und Titularbischof von Tiberias
- Franz Nadler (1811–1876), österreichischer Mediziner und Politiker
- Hans Hauska (* 18. Mai 1901 Maschau; † 7. Mai 1965 Berlin), Musiker und Komponist